# Chusquea latifolia
Chusquea latifolia är en gräsart som beskrevs av Lynn G. Clark. Chusquea latifolia ingår i släktet Chusquea och familjen gräs.
Artens utbredningsområde är Colombia. Inga underarter finns listade i Catalogue of Life.